# Aphaniosoma acitergum
Aphaniosoma acitergum (лат.) — вид мух рода Aphaniosoma из семейства Chyromyidae. Видовой эпитет представляет собой сочетание латинских слов acies («точка») и tergum («тергит») и обозначает остроконечный постеро-вентральный угол пятого тергита.

## Распространение
Израиль.

## Описание
Мелкие мухи с телом длиной 1,2 мм. Жёлтый вид с чёрными продольными скутальными виттами, затемнёнными бледным желтовато-белым микротоментумом; есть 2 хорошо развитых лобно-орбитальных волоска. У самца вентральный край 5-го тергита превращен в остроконечный выступ; узкий желтый сурстилус и аналогичный прегонит почти параллельно друг другу лежат вдоль крупного черного базифаллуса. Этот вид очень похож на A. angulitergum, но у этого вида основная модификация тергитов находится в тергите 6, тогда как у A. angulitergum она находится в тергите 5. Этот вид также несколько похож на A. palestinense, особенно в гипопигиуме самца. Он отличается от него более бледной окраской и формой тергитов 4—6, которые не модифицированы у A. palestinense, модификацией прегенитальных стернитов и деталями гипопигия, в основном формой сурстилуса и гонитов.